# Джульєтт Гей
Джульєтт Гей  (англ. Juliette Haigh, 4 серпня 1982) — новозеландська веслувальниця, олімпійська медалістка.

## Виступи на Олімпіадах
| Олімпіада   | Дисципліна                      | Місце |
| ----------- | ------------------------------- | ----- |
| Афіни 2004  | двійка розстібна без стернового | 6     |
| Пекін 2008  | двійка розстібна без стернового | 5     |
| Лондон 2012 | двійка розстібна без стернового | 3     |

## Зовнішні посилання
- Досьє на sport.references.com [Архівовано 13 грудня 2012 у Wayback Machine.]

1. ↑  Juliette Haigh